# Крикунов Ілля Олегович
Ілля Олегович Крикунов (рос. Илья Олегович Крикунов; 27 лютого 1984, м. Електросталь, СРСР) — російський хокеїст, правий нападник. Виступає за «Торпедо» (Нижній Новгород) у Континентальній хокейній лізі.
Вихованець хокейної школи «Кристал» (Електросталь). Виступав за «Елемаш» (Електросталь), «Хімік» (Воскресенськ), «Атлант» (Митищі).
У складі молодіжної збірної Росії учасник чемпіонату світу 2004. У складі юніорської збірної Росії учасник чемпіонату світу 2002.
Досягнення
- Срібний призер юніорського чемпіонату світу (2002).